# Eotetranychus obliquus
Eotetranychus obliquus är en spindeldjursart som beskrevs av Tseng 1990. Eotetranychus obliquus ingår i släktet Eotetranychus och familjen Tetranychidae. Inga underarter finns listade i Catalogue of Life.